# Diego Castellà Nicolau
Diego Castellà Nicolau, conegut futbolísticament com a Diego, (L'Escala, 28 de novembre de 1921 - Barcelona, 24 de gener de 2018) fou un futbolista català de la dècada de 1940.

## Trajectòria
Els seus inicis foren al FC L'Escala i a la UE Figueres. Passà la major part de la seva carrera, vuit temporades, al RCD Espanyol, on jugà entre 1943 i 1951. Disputà un total de 73 partits de lliga, on marcà 8 gols, i 21 més de copa (5 gols). Formà part de la plantilla que jugà la final de Copa de La Corunya de l'any 1947 davant el Reial Madrid. Entre 1951 i 1954 fou jugador del CE Sabadell, a Segona Divisió.